# Buffy-Lynne Alexander-Williams
Buffy-Lynne Alexander-Williams est une rameuse canadienne née le 27 mars 1977 à North York. Elle est mariée au rameur canadien Barney Williams.

## Biographie
En 2000 à Sydney, Buffy-Lynne Alexander-Williams est médaillée de bronze olympique en huit avec Heather McDermid, Laryssa Biesenthal, Emma Robinson, Alison Korn, Theresa Luke, Heather Davis, Lesley Thompson-Willie et Dorota Urbaniak. Aux Jeux olympiques de 2004 d'Athènes, elle est quatrième en deux sans barreur et quatrième en huit aux Jeux olympiques de 2008 de Pékin.

## Palmarès

### Jeux olympiques
- Jeux olympiques d'été de 2000 à Sydney
  -  Médaille de bronze en huit

### Championnats du monde
- Championnats du monde d'aviron 2003 à Milan
  -  Médaille de bronze en huit

- Championnats du monde d'aviron 1999 à Saint Catharines
  -  Médaille de bronze en huit

- Championnats du monde d'aviron 1998 à Cologne
  -  Médaille d'argent en quatre sans barreur
  -  Médaille de bronze en huit

- Championnats du monde d'aviron 1997 à Aiguebelette
  -  Médaille d'argent en huit